# RhB ABe 4/4 III

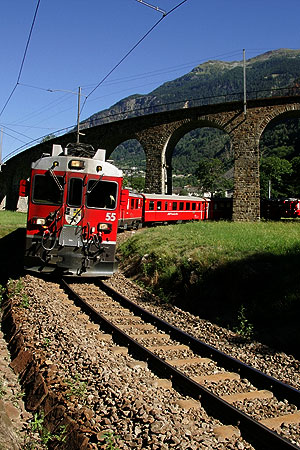
Egy RhB ABe 4/4 III sorozatú motorkocsi közeledik a Brusiói spirálviadukton

Az RhB ABe 4/4 III egy svájci Bo′Bo′ tengelyelrendezésű, keskeny nyomtávolságú (1000 mm), egyenáramú villamos motorkocsi sorozat. 1988-ban és 1990-ben gyártotta a SLM, ABB. Összesen 6 db készült belőle.